# Egyiptomi arab Wikipédia
Az egyiptomi arab Wikipédia a Wikipédia projekt egyiptomi arab változata, szabadon szerkeszthető internetes enciklopédia. 2008. november 24-én indult. 2020-ig ez volt az egyetlen Wikipédia, ami az arab nyelv egyik helyi dialektusán íródott. A második a marokkói Wikipédia, amelyet 2020 júliusában hagytak jóvá és hoztak létre.
A Wikipédia ezen változata 1 626 665 szócikket  tartalmaz. 258 435 regisztrált felhasználója van, ebből 7 adminisztrátor.
2020 júniusában ez volt a harmadik leglátogatottabb nyelvi változata a Wikipédiának Egyiptomban, 961 ezer megtekintéssel. Az arab Wikipédia volt az első, 44 millió megtekintéssel, míg az angol Wikipédia a második, 18 millió megtekintéssel.

## Történelme
Az egyiptomi arab Wikipédiát 2008. március 30-án javasolták a Meta-Wikin, és 2008. április 2-án fejlesztett projektként indult a Wikimédia Inkubátorán. 2008. november 24-én hivatalosan is elindult az egyiptomi arab Wikipédia, és az Inkubátor cikkei átkerültek az új domainre (http://arz.wikipedia.org/).

## Fordítás
- Ez a szócikk részben vagy egészben  az   Egyptian Arabic Wikipedia című angol Wikipédia-szócikk ezen változatának fordításán alapul.  Az eredeti cikk szerkesztőit annak laptörténete sorolja fel. Ez a jelzés csupán a megfogalmazás eredetét és a szerzői jogokat jelzi, nem szolgál a cikkben szereplő információk forrásmegjelöléseként.